# Mauromyia macrobrevis
Mauromyia macrobrevis là một loài ruồi trong họ Tachinidae.